# Babaú da Mangueira
Babaú da Mangueira foi um compositor de música popular brasileira.

## Discografia
- Mangueira chegou
- Raízes brasileiras
- Mangueira chegou. Velha Guarda da Mangueira
- Raízes da Mangueira